# Coljava
Coljava je naselje v Občini Komen.